# Odostomia helena
Odostomia helena är en snäckart som beskrevs av Bartsch 1912. Odostomia helena ingår i släktet Odostomia och familjen Pyramidellidae. Inga underarter finns listade i Catalogue of Life.